# Geografie Lichtenštejnska
Lichtenštejnsko je malá alpská země (mikrostát) v Evropě. Jeho rozloha je 160,477 km². Na západě a jihu hraničí se Švýcarskem a na východě s Rakouskem. Je to jeden ze dvou (vedle Uzbekistánu) moderních dvojitě vnitrozemských států, což znamená, že žádná ze sousedních země nemá přístup k moři.

## Zeměpisná poloha

Poloha Lichtenštejnska na mapě Evropy.

Lichtenštejnské knížectví se nachází v západní Evropě v údolí Horního Rýna na východním břehu řeky, v pohoří Rätikon ve východních Alpách.
Administrativně sousedí na jihu s obcemi Fläsch a Maienfeld ve švýcarském kantonu Graubünden a na západě s obcemi Altstätten, Sennwald, Buchs, Sevelen, Wartau a Sargans ve švýcarském kantonu St. Gallen. Na východě pak knížectví hraničí s obcemi Feldkirch, Frastanz a Nenzing v rakouské spolkové zemi Vorarlbersko.
Krajní body území knížectví jsou následující:
- nejsevernější bod – rakousko-lichtenštejnsko-švýcarský trojmezí (obec Ruggell) – 47°16'14" s. š.
- nejjižnější bod – vrchol Falknishorn (obec Triesen) – 47°02'58" s.š.
- nejvýchodnější bod – hraniční bod č. 29, horská louka Sareis (obec Triesenberg) – 9°38′34″E.
- nejzápadnější bod – hraniční bod č. 2, ohyb Rýna v Mäls (obec Balzers) – 9°28′16″E.

Zeměpisná šířka knížectví je přibližně 12,35 km (10 '18''), zatímco zeměpisná délka je 24,77 km (14 '10'').
Geometrický střed Lichtenštejnska vypočítal v roce 2000 místní matematik a nachází se poblíž vrcholu Bargälla v Gaflei v obci Triesenberg.

## Hranice

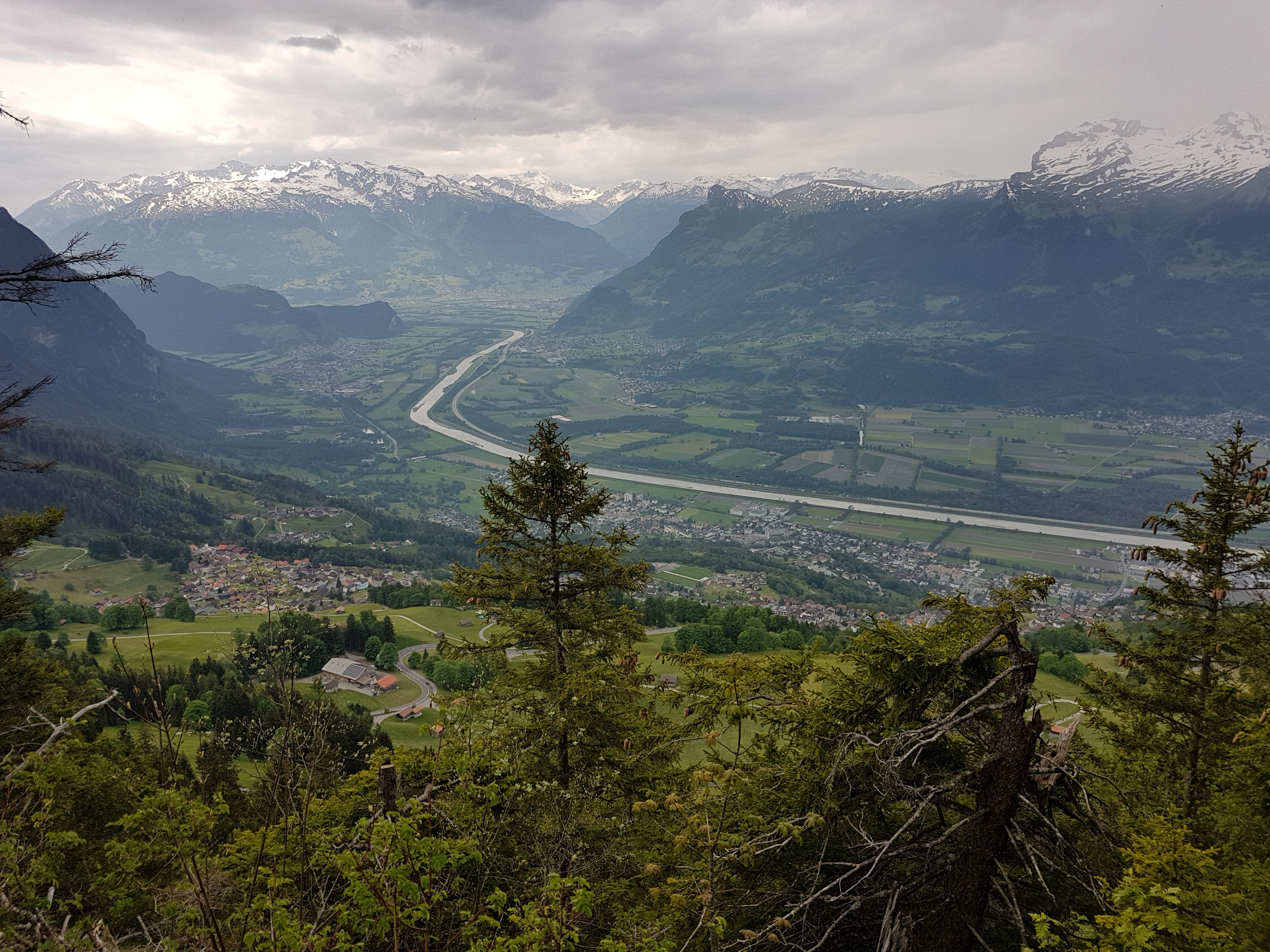
Údolí Rýna v Oberland (pohled z Planken).

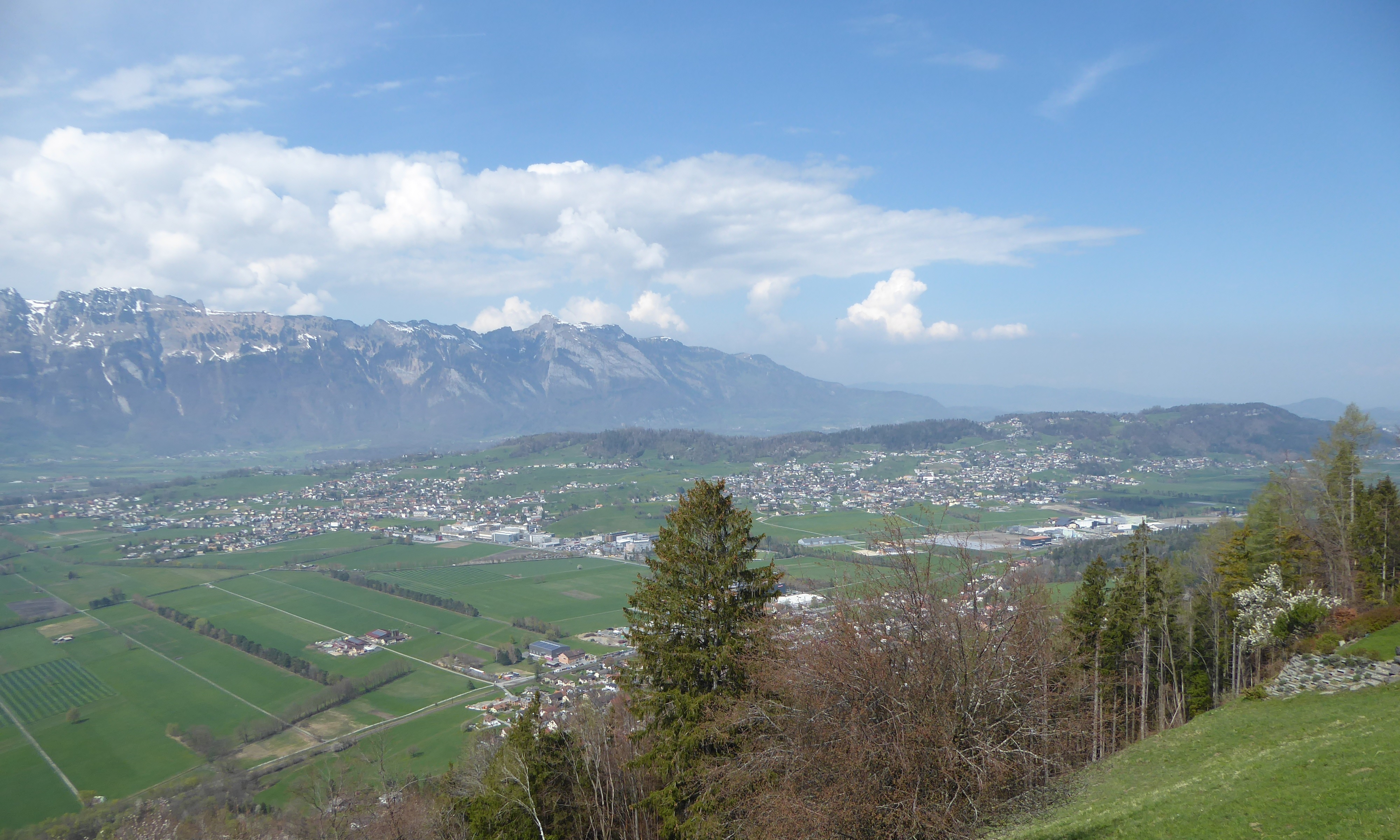
Rovinatá část Lichtenštejnska v Unterlandu s tyčícím se kopcem Eschnerberg.

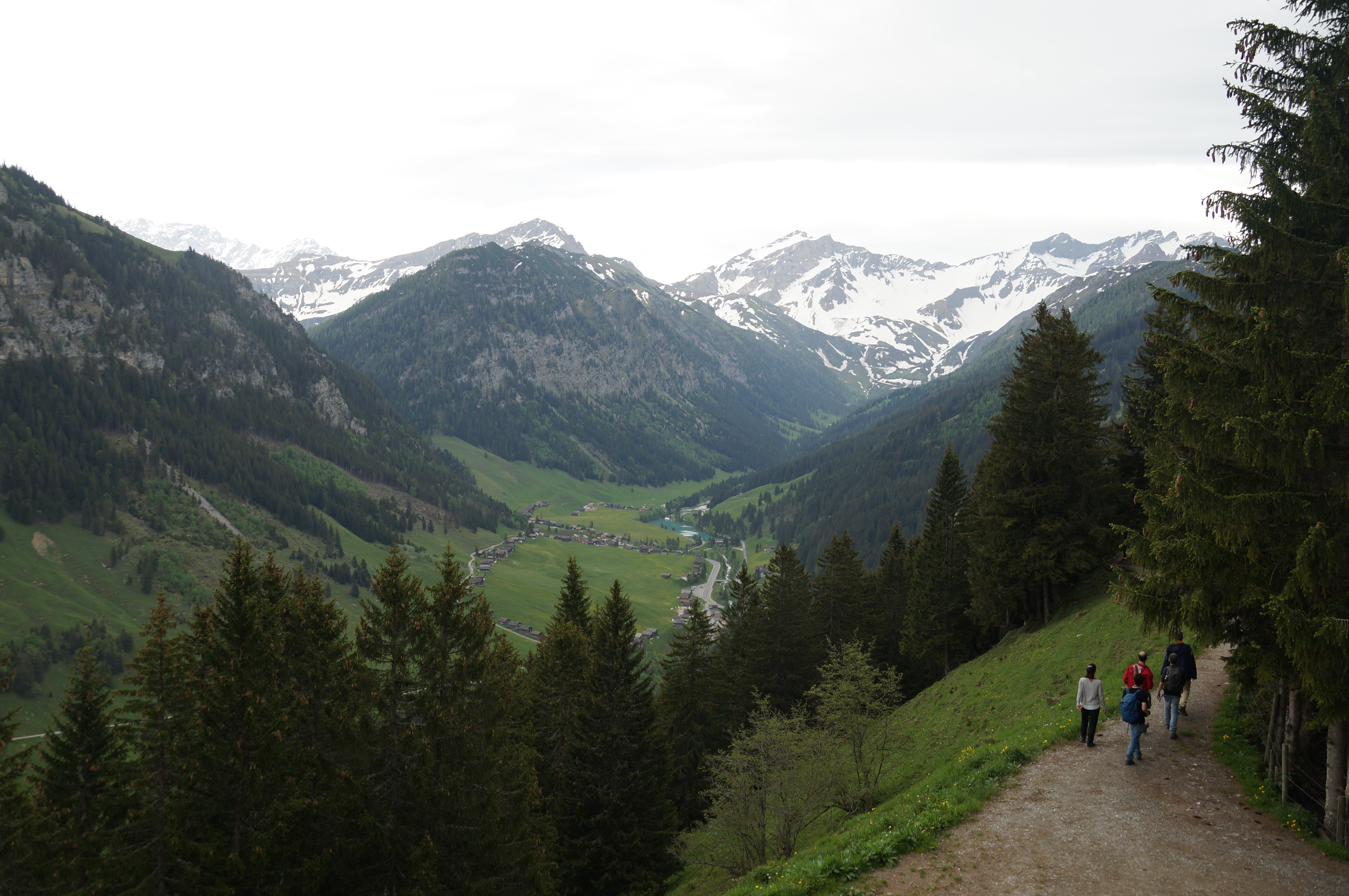
Vysoká horská krajina Steg.

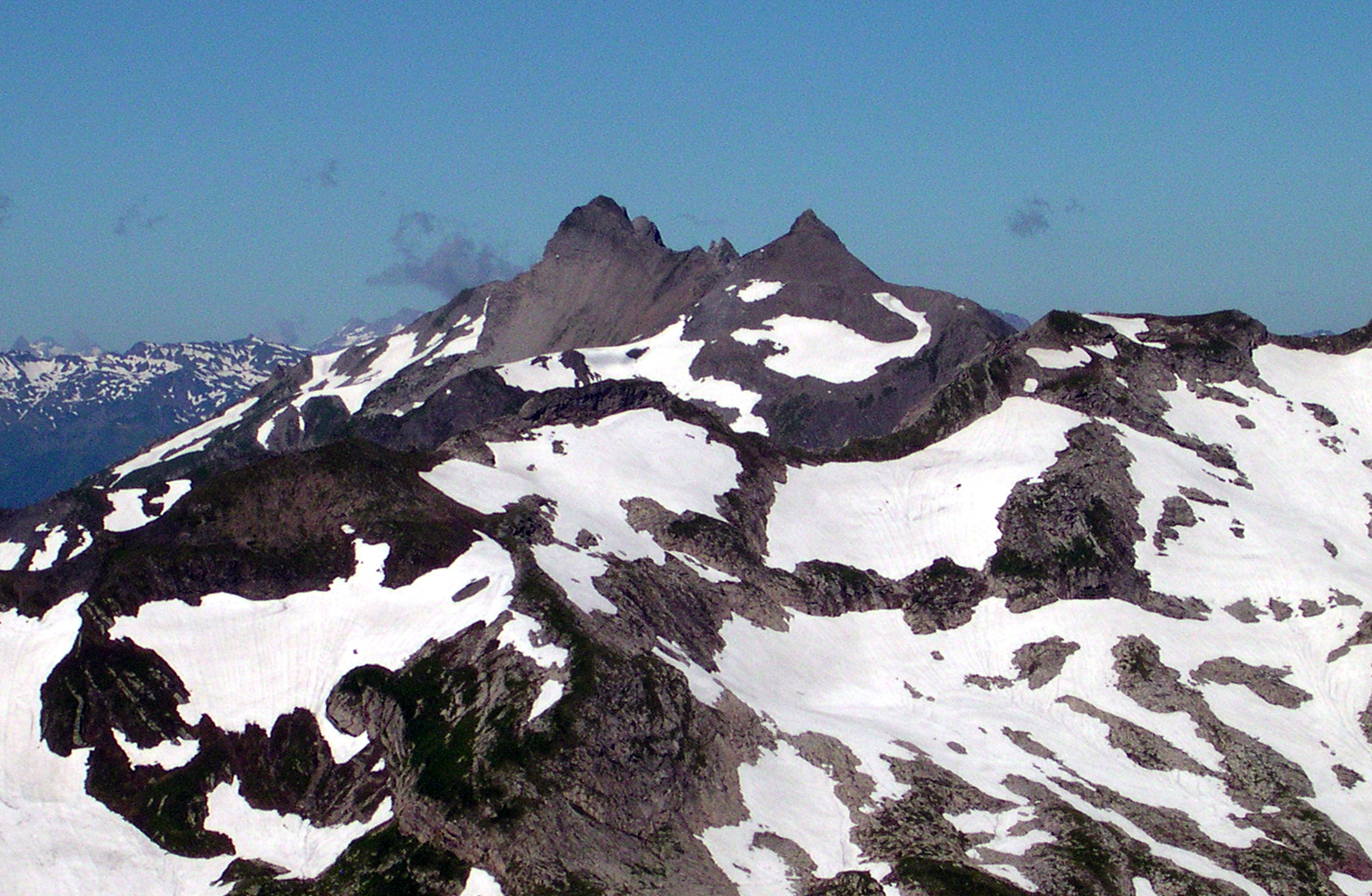
Grauspitz (2 599 m n. m.) – nejvyšší vrchol Lichtenštejnska.

Celková délka lichtenštejnských hranic je 77,9 km, z toho 41,2 km se Švýcarskem a 36,7 km s Rakouskem. Přirozenou hranici na západní straně knížectví tvoří koryto Rýna, zatímco jižní a většina celé východní hranice s Rakouskem je vymezena hřebeny alpských štítů.

Topografická mapa Lichtenštejnska.

## Geologie a povrchový reliéf
Geologická strukura Lichtenštejnska je komplikovaná, což je způsobeno silným vlivem alpského vrásnění a neustále se zvedajících Alp. Proto zde existuje mnoho složitých forem (např. příkrovy). Geologickým základem naprosté většiny knížectví jsou mořské sedimenty (především dolomit, ale také vápence, opuky, pískovce a blátokry), které vznikly v druhohorách a třetihorách na dně oceánu Tethys a následně byly vyzdviženy a zvrásněny jako následek srážky africké a euroasijské desky.

### Horské vrcholy
Nejvyšším vrcholem Lichtenštejnska je Grauspitz s výškou 2 599 m n. m. Kromě toho je v knížectví 29 dalších vrcholů, jejichž výška přesahuje 2000 m nad mořem Deset nejvyšších vrcholů je uvedeno v tabulce níže:

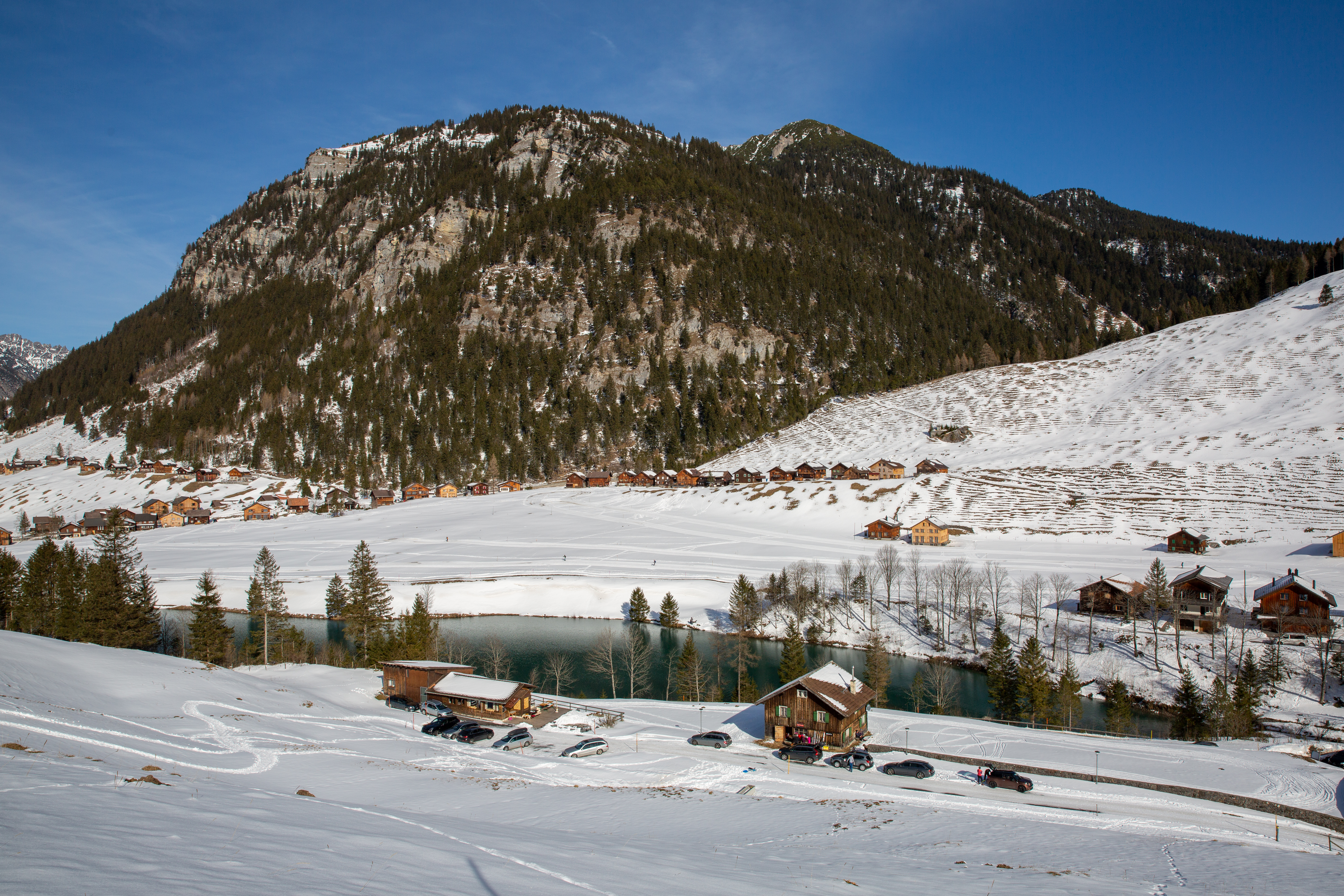
Sněhová pokrývka ve Stegu.

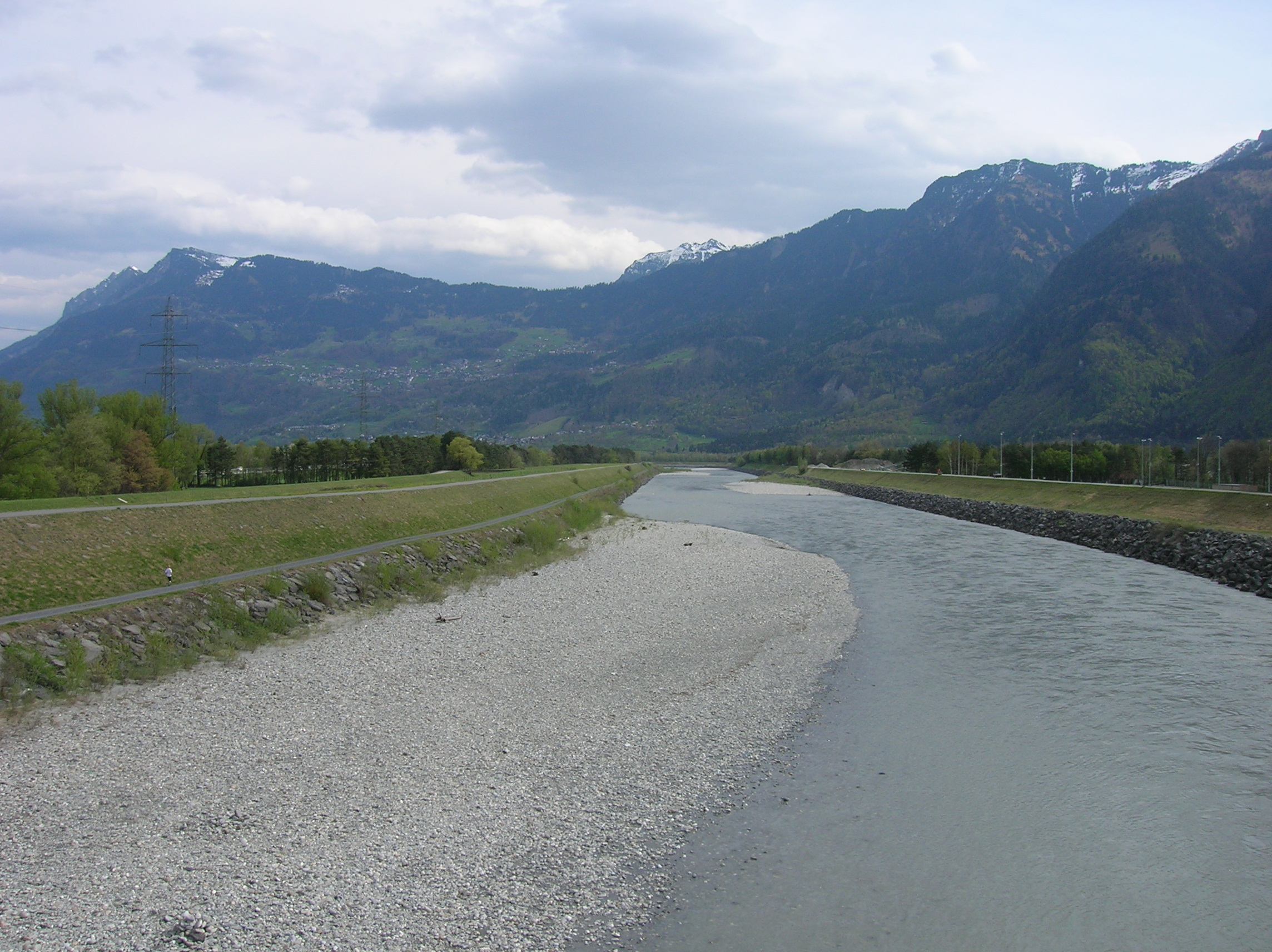
Rýn v Balzers.

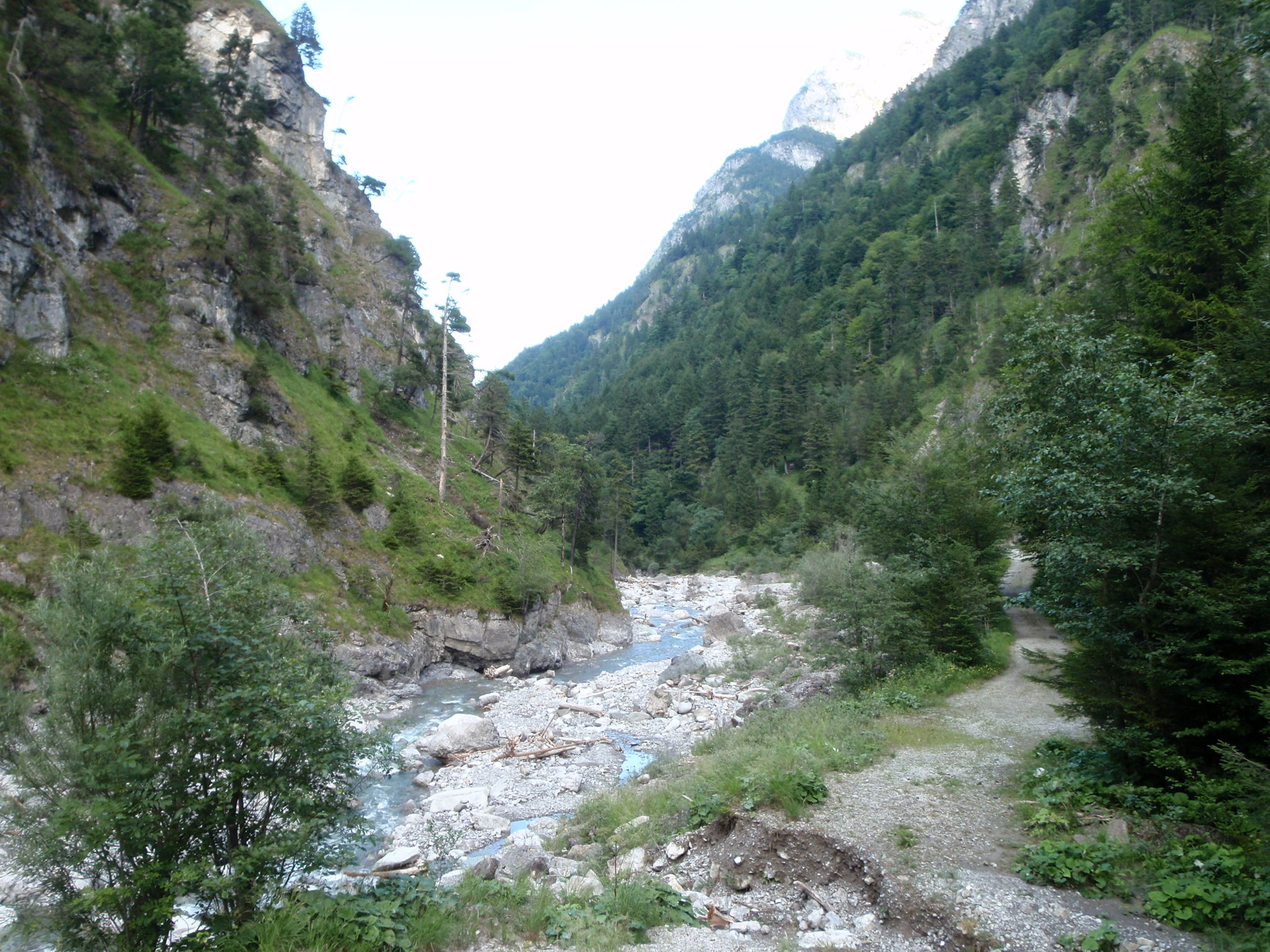
Samina na rakousko-lichtenštejnské hranici.

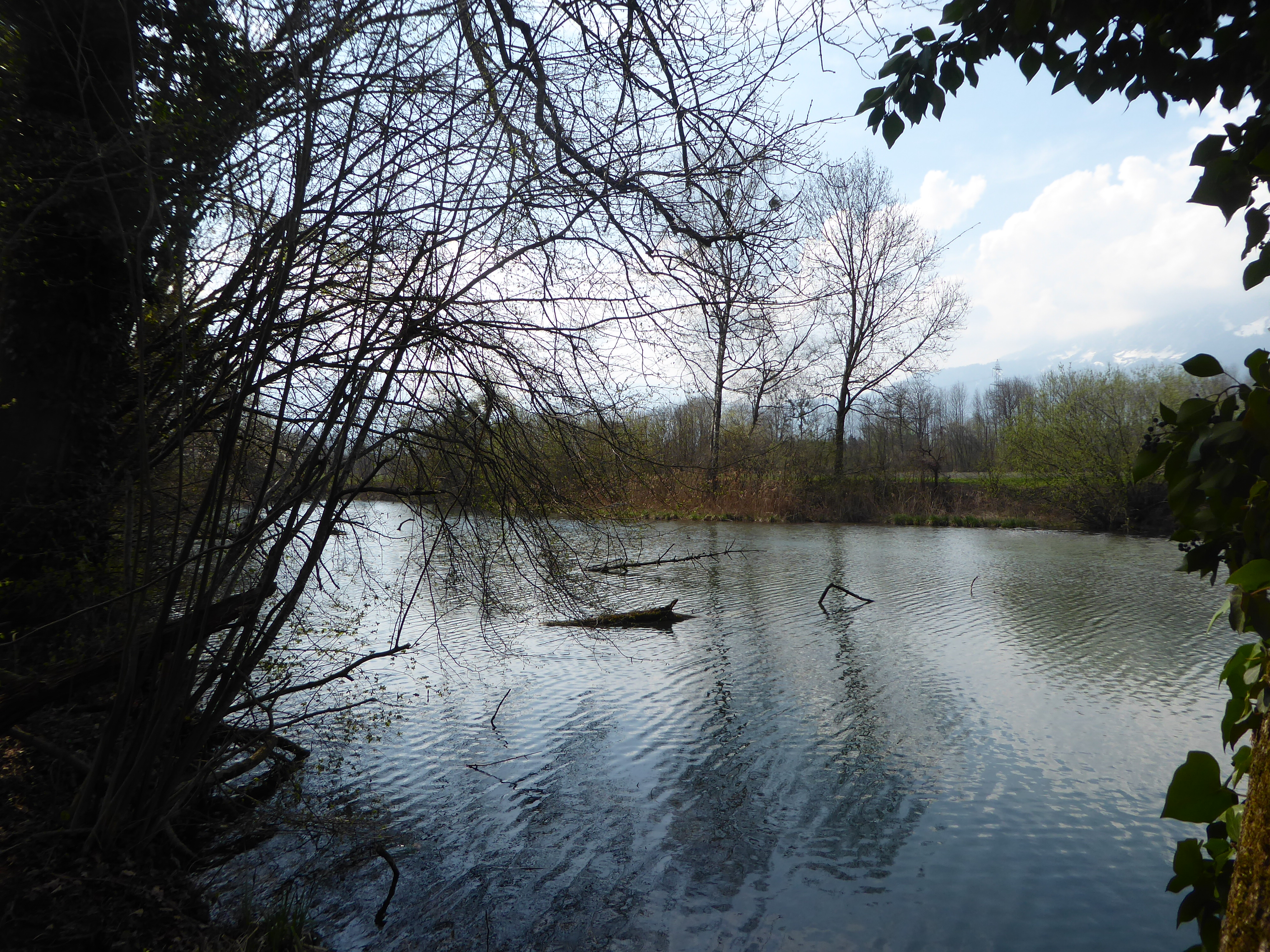
Jezero Gampriner Seele.

| pořadí | název vrcholu                  | výška         | souřadnice               | obec               |
| ------ | ------------------------------ | ------------- | ------------------------ | ------------------ |
| 1.     | Grauspitz (Vorder Grauspitz)   | 2599 m n.p.m. | 47°03'09.8"N 9°34'52.6"E | Triesen            |
| 2.     | Schwarzhorn (Hinter Grauspitz) | 2573 m n.p.m. | 47°03'17.4"N 9°35'14.8"E | Triesen            |
| 3.     | Naafkopf                       | 2570 m n.p.m. | 47°03'38.8"N 9°36'25.4"E | Schaan             |
| 4.     | Falknis                        | 2560 m n.p.m. | 47°03'01.6"N 9°33'50.5"E | Triesen            |
| 5.     | Falknishorn (Mazorakopf)       | 2451 m n.p.m. | 47°02'53.5"N 9°33'23.9"E | Triesen            |
| 6.     | Augstenberg                    | 2359 m n.p.m. | 47°04'56.6"N 9°36'36.4"E | Schaan/Triesenberg |
| 7.     | Plasteikopf                    | 2356 m n.p.m. | 47°03'57.5"N 9°34'39.6"E | Triesen            |
| 8.     | Gorfion                        | 2308 m n.p.m. | 47°04'41.3"N 9°37'07.3"E | Triesenberg        |
| 9.     | Ochsenkopf                     | 2286 m n.p.m. | 47°06'52.9"N 9°37'28.8"E | Schaan             |
| 10.    | Rappastein                     | 2221 m n.p.m. | 47°04'36.6"N 9°33'57.5"E | Balzers/Triesen    |

## Vodstvo
Celá oblast Lichtenštejnského knížectví se nachází v rozvodí Severního moře, v povodí Rýna.
Největší řekou protékající územím Lichtenštejnska je Rýn, jehož prameny jsou ve Švýcarsku. Na úseku necelých třiceti kilometrů tvoří lichtenštejnsko-švýcarskou hranici. V celém hraničním úseku je řeka regulována a šířka koryta je konstantní a činí 100 metrů . Rýn se v minulosti systematicky rozléval a způsoboval povodně, ale po regulaci koryta a vybudování Liechtensteiner Binnenkanal byla tato hrozba eliminována .

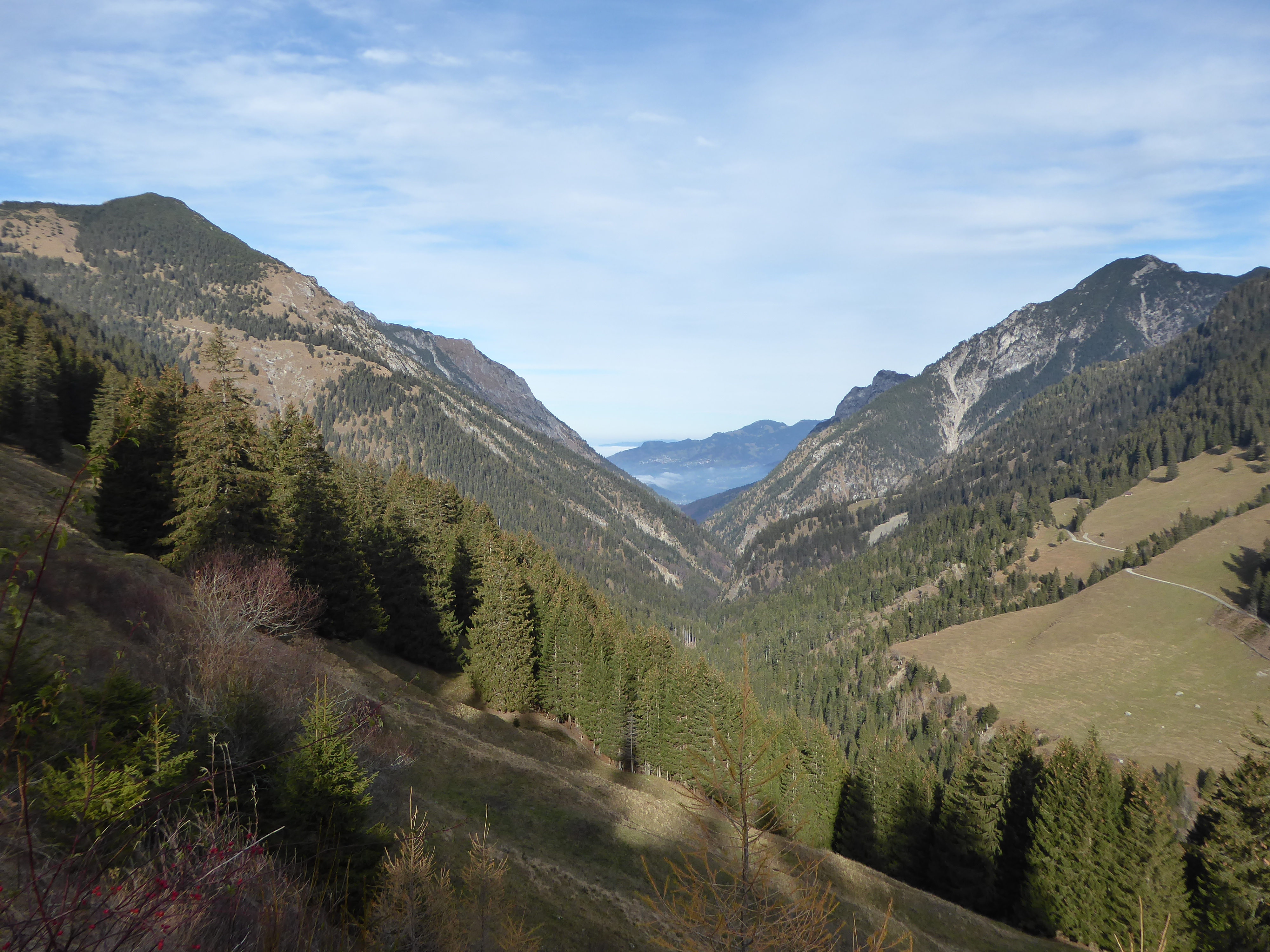
Vysokohorská krajina s vrstveným uspořádáním vegetace v údolí Saminy.

## Ochrana přírody
V Lichtenštejnsku je deset přírodních rezervací:
- Äulehäg, obec Balzers – pozůstatek bývalého lužního lesa na Rýně.
- Birka, obec Mauren – rašeliniště.
- Gampriner Seelein, obec Gamprin – jezero Gampriner Seele.
- Matilaberg, obec Triesen – rozmanité louky s 15 druhy orchidejí.
- Ruggeller Riet, obce Schellenberg a Ruggell - komplex vlhkých luk, bažin a rašelinišť.
- Schneckenäule und Teilfläche in der Au, obec Ruggell – vzácný borový les s příměsí dubu.
- Schwabbrünnen/Äscher, obce Eschen, Planken a Schaan – lesní a rašelinný komplex.
- Triesner Heilos, obec Triesen – obnovené retenční nádrže.
- Wisanels, obec Mauren – rašeliniště.
- Mareewiesen, obec Vaduz – malá suchá louka.

Lichtenštejnská alpská oblast je navíc oblastí ochrany rostlin, kde je zakázáno ničení a sběr rostlin.